# André-Raphaël Loemba
André-Raphaël Loemba est un homme politique congolais. Il a été ministre des Hydrocarbures de la République du Congo entre le 15 septembre 2009 et le 20 août 2015, en remplacement de Jean-Baptiste Tati Loutard.
Son successeur à cette fonction est Jean-Marc Thystère-Tchicaya.